# آماندین آنری
آماندین شانتال آنری (به فرانسوی: Amandine Chantal Henry) (زادهٔ ۲۸ سپتامبر ۱۹۸۹) یک بازیکن زن فوتبال است که هم اکنون برای باشگاه فوتبال لیون و در لیگ ۱ فوتبال زنان فرانسه بازی می‌کند. پست تخصصی او هافبک دفاعی است.

## حرفه
آنری پیشتر بازیکن تیم ملی جوانان فرانسه بود. او در تمامی رده های ملی بازی کرده و در حال حاضر عضو تیم بزرگسالان فرانسه است. وی اولین بازی خود را برای این تیم در سال ۲۰۰۹ انجام داد.آماندین کار خود را از باشگاه فوتبال اف‌سی‌اف انن-بومون و پیش از پیوستنش به مرکز آکادمی فوتبال کلیر فونتین آغاز کرد. پس از آن او به باشگاه لیون پیوست و همراه با این تیم از سال ۲۰۱۰ سه بار پی در پی در فینال رقابتهای لیگ قهرمانان اروپای زنان حضور یافت. وی موفق به دریافت جایزه توپ نقره ای فیفا در جام جهانی فوتبال زنان ۲۰۱۵ شد. او همچنین در میان لیست بهترین بازیکنان اروپا در سال ۲۰۱۵ در رتبه دوم و پس از زیلیا ششیچ قرار گرفت.
شانتال در مارس ۲۰۱۵ با باشگاه فوتبال پورتلند تورنز قرار دادی را به امضا رساند و در ماه ژوئن به این تیم پیوست.او همراه با تورنز موفق به کسب عنوان قهرمانی جام شی‌بلیوز شد و پس از انجام یک عمل جراحی یک فصل پس از پیوستنش به این تیم در ژانویهٔ ۲۰۱۷ به تیم فوتبال پاری سن ژرمن رفت  او که پیشتر در چهار دوره لیگ برتر فوتبال زنان فرانسه و یک دوره جام حذفی فوتبال فرانسه برای لیون بازی کرده بود در سال ۲۰۱۸ مجددا به این باشگاه بازگشت.

## افتخارات

### باشگاهی
لیون
- لیگ برتر فوتبال زنان فرانسه: قهرمانی فصلهای ۲۰۰۷–۰۸، ۲۰۰۸–۰۹, ۲۰۰۹–۱۰, ۲۰۱۰–۱۱, ۲۰۱۱–۱۲, ۲۰۱۲–۱۳, ۲۰۱۳–۱۴, ۲۰۱۴–۱۵, ۲۰۱۵–۱۶
- جام حذفی فوتبال زنان فرانسه: قهرمان ۲۰۰۷–۰۸، ۲۰۱۱–۱۲, ۲۰۱۳، ۲۰۱۴، ۲۰۱۵، ۲۰۱۶
- لیگ قهرمانان اروپای زنان: قهرمان 2010–11, ۲۰۱۱–۱۲, ۲۰۱۵–۱۶

پورتلند تورنز
- لیگ ملی فوتبال زنان: قهرمانی سال ۲۰۱۶

### ملی
فرانسه
- جام قبرس: قهرمانی سال ۲۰۱۴
- جام شی‌بیلیوز: قهرمان سال ۲۰۱۷

### انفرادی
- توپ نقره‌ای جام جهانی فوتبال زنان: ۲۰۱۵
- جام جهانی فوتبال زنان تیم ستارگان: ۲۰۱۵
- فیفا پرو:فیفا جایزه فیفا پرو 2015[۸]